# Уокер, Бутч
Брэ́дли Гленн «Бутч» Уо́кер (англ. Bradley Glenn «Butch» Walker; род. 14 ноября 1969) — американский музыкант, автор песен и продюсер. В конце 80-х — начале 90-х годов он был ведущим гитаристом метал-группы SouthGang. Уокер также был вокалистом и гитаристом рок-группы Marvelous 3 с 1997 до 2001 года.

## Жизнь и карьера
Уокер родился в Роме, штат Джорджия. и прославился как гитарист и исполнитель в нескольких рок-группах 1980-х годов, в том числе Bad Boyz и Byte the Bullet. В 1988 году он пригласил Byte the Bullet в Лос-Анджелес, и они подписали контракт с Virgin Records на год. Затем группа изменила своё название на SouthGang и выпустила два альбома, Tainted Angel в 1991 году и Group Therapy в 1992 году. SouthGang была одной из первых групп, отправившихся в тур в Китай в начале 1990-х. Southgang распались, когда Уокер потерял интерес к продолжению их музыкальной деятельности, но он остался в хороших отношениях со всеми другими членами группы.
После Southgang Уокер собрал новую группу с членами экс-SouthGang Джейси Финчером и Митчем МакЛи (известным как Дуг Митчелл). Группу назвали Floyd’s Funk Revival в честь родины Уокера, округа Флойд в штате Джорджия. Уокер пел вместе с женой Финчера, Кристиной Ллори. Они выпустили один полный альбом, Creamy. Альбом содержал тринадцать оригинальных треков с большой долей вокала Ллори и тяжёлой гитарной музыки. Затем группа сократила своё название до The Floyds. Они выпустили один альбом с одноимённым названием под лейблом the Deep South, который содержал десять треков, а также юмористический intro. Бонус-треки включали в себя перепевку песни «Рио» Duran Duran, и живое исполнение the Shasta soda конца семидесятых годов. (См. Amazon.com и TheMarvieChronicles.com) Стиль этих двух альбомов был ориентирован на гитары, мейнстрим-рок с лёгким влиянием фанка, и был предшественником для большего количества бас-гитар — этот ориентированный подход в роке Уокер применил позже с Marvelous 3. Хотя альбомы высоко ценятся среди людей, которые их услышали, им не удалось продать много копий, и оба альбома в настоящее время встречаются довольно редко. Они высоко ценятся любителями Бутч Уокера, и несколько экземпляров копий CD команды продаются сейчас на рынке по очень высоким ценам.
В 1997 году Уокер, Финчер и МакЛи снова превратились в трио с обработкой Уокером всех вокалов. Они также решили упростить своё звучание на «power pop». Назвав себя Marvelous 3, они выпустили альбом «Math and Other Problems» на Deep South Records в 1997 году. Следующий их альбом назывался «Hey!Album». Он был записан в 1999-ом на Elektra Records и песня Freak of the Week с этого альбома имела некоторый успех. В следующем году они выпустили свой последний альбом «ReadySexGo» также на Elektra. Этот альбом остался совершенно незамеченным публикой, и лейбл перестал интересоваться группой, которая в итоге распалась в 2001 году. Их последний концерт прошёл 3 августа 2001 года в родном городе перед своими поклонниками в Atlanta’s Centennial Olympic Park.
Затем Бутч Уокер начал сольную карьеру, выпустив альбомы Left of Self-Centered в 2002 году, Letters в 2004 году и The Rise and Fall of Butch Walker и the Let’s-Go-Out-Tonites в 2006 году. В 2005 году он сыграл более 200 концертов по США и Японии, и он выпустил свой первый DVD, Live at Budokan. В конце 2005-го он был назван Rolling Stone продюсером года. Бутч Уокер был показан как артист-хэдлайнер на MySpace, раскрученный туром Inaugural Hotel Cafe, в поддержку независимых артистов из Лос-Анджелеса с одноименным названием.
Бутч Уокер начал 2008 год, объявив о многочисленных датах выхода новых песен, DVD, новых альбомов также с группой 1969, для которой он басист и вокалист, а также сольного альбома под названием Sycamore Meadows. Он заявил, что планирует выпустить в 2008 году что-то на каждый большой праздник . 14 февраля 2008 года была выпущена аудиоверсия живого выступления Уокера в своем родном городе Атланта, Джорджия. DVD этого шоу последовало 17 марта 2008 года. DVD и аудио под названием Leavin' the Game on Luckie Street (Luckie Street место, на котором было сыграно шоу, Скиния в Атланте, штат Джорджия). Затем работа с Майклом Числетт из The Academy Is … и Дарреном Додд из The Let’s Go Out Tonites под названием 1969, выпущен полный дебютный альбом под названием Maya 1 апреля 2008 года. [7]Релиз Sycamore Meadows был первоначально намечен на праздник летом 2008 года, но был отложен по личным причинам до 11 ноября, согласно его блогу на MySpace. Первый сингл, «The Weight of Her», и дополнительный трек, «Ships in a Bottle», доступны на iTunes. В документальном видео «Ships in a Bottle» Бутч ходит по развалинам его дома на Sycamore Meadows Drive в Южной Калифорнии, после того как она была уничтожена лесными пожарами в ноябре 2007 года. Пластинки Maya и Sycamore Meadows Drive были выпущены ограниченным тиражом.
Напряжённая работа началась в 2009 году, Бутч выпустил «I Liked It Better When You Had No Heart» 23 февраля 2010 года. Он был выпущен под названием Butch Walker & the Black Widows. Запись сессии состоялась в RubyRed Productions в Санта-Монике, Калифорния. В список гастролей Бутча был включен тур с Train, начало турне по Штатам в марте 2010 года, и открытие Festival Tour для Pink в Европе на её стадионе.

## Деятельность и сотрудничество
В июле 2009 года Бутч Уокер работал с Weezer на их альбоме «Raditude». Бутч упомянул о работе с группой во время радиоинтервью для радиостанции «99x». Интервью у Бутча по телефону брал Си Ло Грин из Gnarls Barkley. Бутч участвовал в написании и продюсировании нескольких песен на «Raditude», в том числе первый сингл «If You’re Wondering if I Want You To… (I Want You To)», который стал хитом номер один на the Modern rock Chart.
В 2007 году Уокер засветился на бэк-вокале в третьем альбоме у Fall Out Boy Infinity on High, в треке «You’re Crashing, but You’re No Wave». Также на пару с Патриком Стампом спродюсировал трек «Don’t You Know Who I Think I Am?». Он также выступил в эпизодической роли в видео «This Ain’t A Scene, It’s An Arms Race».
Уокер также появляется в видео The Academy Is … «Slow Down» и «We’ve Got a Big Mess on Our Hands», а также в видео для «So What» под авторством Pink. Кроме того, он написал в соавторстве песни «Breaking» и «Younglife», обе исполняет Anberlin.
Уокер также присоединился к жюри девятой ежегодной Independent Music Awards, чтобы помочь карьере независимых музыкантов. Он был также судьёй на 8-й ежегодной Independent Music Awards.
В январе 2009 года пост-хардкор-группа Saosin попросила Уокера, чтобы он спродюсировал их второй альбом для Capitol Records.
В марте 2009 года дебютировала песня «Open Happiness». Новый сингл для компании Coca-Cola, записан Уокером, и исполнителями Си Ло Грином, Трэвисом Маккоем, Жанель Монэ, Патриком Стампом и Брендоном Ури.
Многие его песни были хитами для других исполнителей, в том числе Аврил Лавин, Sevendust, Injected, Donnas, Hot Hot Heat, American Hi-Fi, Default, Gob, Midtown, Puffy AmiYumi, Pete Yorn, Fall Out Boy, Quietdrive, All-American Rejects, SR-71, The Academy Is … а в последнее время Cab, Saosin, Never Shout Never!, Weezer, Dashboard Confessional и All Time Low.

## Настоящее время
Бутч согласился судить конкурс под названием Spin’s Hot Pursuit, чтобы найти неизвестные группы для Epic Records/Original Signal, ориентированные на музыку нации.
Бутч, как известно, сломал свою музыку до основания, и играл серию аншлаговых концертов, используя всего лишь акустическую гитару и вокал, начиная с осени 2009 года, в сопровождении друзей, в том числе Pink, актёра Джереми Пивена, Джима Бьянко, сестёр Чапин и доктора Стивена Патта. Из шоу пришла насмешливая перепевка песни Тейлор Свифт «You Belong With Me» на банджо, которую встретили с достаточным интересом, поэтому Бутч записал видео- и аудио-версию в своей студии и послал на YouTube. Результаты были поразительные. Тейлор писала в своем блоге о видео, это было заразительно, затем г-жа Свифт пригласила Бутча пойти с ней на the Winter 2010 Grammy Awards, где он присоединился к Тейлор и певцу Стиви Никсу на сцене для исполнения песни .
30 августа 2011 Бутч Уокер выпустит свой второй альбом с the Black Widows под названием The Spade. Первым синглом будет «Summer of '89».

## Личная жизнь
Бутч говорил, что когда он окончил среднюю школу, его вес составлял 215 фунтов, но затем упал до 165 фунтов. [14] В ноябре 2007 года Butch и его семья потеряли всё своё имущество, в том числе материалы всех песен, когда-либо записанных им, когда дом the Malibu, который он снимал с Flea из Red Hot Chili Peppers, сгорел в результате пожара в Южной Калифорнии. Бутч назвал свой альбом «Sycamore Meadows» в честь улицы, на которой стоял его дом.

## Дискография

### Студийные альбомы
| 2002                                                                           | Left of Self-Centered                                          | -   | -  | -   |
| 2004                                                                           | Letters                                                        | 171 | 10 | 137 |
| 2006                                                                           | The Rise and Fall of Butch Walker and the Let’s-Go-Out-Tonites | -   | -  | 294 |
| 2008                                                                           | Sycamore Meadows                                               | 173 | 7  | -   |
| 2010                                                                           | I Liked It Better When You Had No Heart                        | 125 | 1  | -   |
| 2011                                                                           | The Spade                                                      | 105 | -  | -   |
| 2015                                                                           | Afraid of Ghosts                                               | 104 | -  | -   |
| 2016                                                                           | Stay Gold                                                      | 143 | -  | -   |
| «—» значит, что альбом не был в чартах или не выпускался на данной территории. |                                                                |     |    |     |

### Концертные альбомы
- This Is Me... Justified and Stripped (2004)
- Leavin' the Game on Luckie Street (2008)

### Другое
- Heartwork (2004)
- Cover Me Badd (2005)
- Live at Lollapalooza 2008 (2008)
- Here Comes The... EP (2009)

### DVD
- Live at Budokan (2005)
- Leavin' The Game On Luckie Street DVD (2008)

### Участие в
- «You're Crashing But You're No Wave» с Fall Out Boy (2007)
- «Christmas All Over Again» Бутч Уокер и Taryn Manning (2008)
- «Good Times» с Tommy Lee (2005)

### Продюсирование
- Marvelous 3 — Math And Other Problems (1997)
- Marvelous 3 — Hey! Album (1998)
- Marvelous 3 — Ready, Sex, Go (2000)
- Injected — Burn It Black (2002)
- Bowling for Soup — Drunk Enough to Dance (2002)
- SR-71 — Tomorrow (2002)
- Pete Yorn — Day I Forgot (2003)
- Shawn Mars — Red Means Go (2003)
- Gob — Foot In Mouth Disease (2003)
- Default — Elocation (2003)
- Sevendust — Seasons (2003)
- Avril Lavigne — Under My Skin (2004)
- Simple Plan — Still Not Getting Any... (2004)
- Midtown — Forget What You Know (2004)
- The Donnas — Gold Medal (2004)
- American Hi-Fi — Hearts on Parade (2005)
- Lindsay Lohan — A Little More Personal (Raw) (2005)
- Wakefield — Which Side Are You On? (2005)
- Pink — I'm Not Dead (2006)
- PUFFY — Splurge (2006)
- Family Force 5 — Business Up Front/Party in the Back (2006)
- Pete Yorn — Nightcrawler (2006)
- Quietdrive — When All That's Left Is You (2006)
- Rock Star Supernova — Rock Star Supernova (2006)
- Bowling For Soup — The Great Burrito Extortion Case (2006)
- Avril Lavigne — The Best Damn Thing (2007)
- The Academy Is... — Santi (2007)
- The Honorary Title — Scream & Light Up the Sky (2007)
- Hot Hot Heat — Happiness Ltd. (2007)
- PUFFY — Honeycreeper (2007)
- The Automatic — This Is A Fix (2008)
- Katy Perry — One of the Boys (2008)
- Pink — Funhouse (2008)
- The Films — Oh, Scorpio! (2009)
- Secondhand Serenade — A Twist In My Story (2009)
- PUFFY — Bring It! (2009)
- All Time Low — Nothing Personal (2009)
- Weezer — Raditude (2009)
- Saosin — In Search Of Solid Ground (2009)
- Plastiscines — About Love (2009)
- Dashboard Confessional — Alter the Ending (2009)
- The Rocket Summer — Of Men and Angels (2010)
- Never Shout Never — What Is Love (2010)
- Avril Lavigne — Goodbye Lullaby (2011)
- Panic! At The Disco — Vices & Virtues (2011)